# Zozo
Zozo er en svensk dramafilm fra 2005, der handler om den 11-årige libanesiske dreng Zozo, som flygter fra den libanesiske borgerkrig til Sverige.
Filmen er lavet af den svensk-libanesiske filminstruktør Josef Fares, og meget af filmen bygger på Josefs egne oplevelser.
Zozo modtog i 2006 Nordisk Råds Filmpris.

## Handling
I starten af filmen får man at se, at Zozo og hans familie bor i Beirut, hvor at borgerkrigen i Libanon er ved at nå sit klimaks. Familien planlægger at flytte til Sverige, hvor Zozos farfar og farmor bor. Familien glæder sig meget til at tage af sted, men selv samme dag, som de skal rejse bliver lejligheden bombet, og hele familien dør, undtagen Zozo og hans storebror.
Zozo prøver nu alene at komme til Sverige, men får hjælp af pigen Rita, som også gerne vil med ham til Sverige. Rita kommer dog ikke med fordi hendes far finder hende ved flyvepladsen. Zozo kommer nu alene til Sverige, og efter en del forklaringer mellem ham og det svenske politi, lykkes det alligevel Zozo at finde sine bedsteforældre. Zozo prøver nu at lære og forstå det svenske sprog med en hvis iver, men det er ikke helt let, og da han starter på sin nye skole, så kommer han hurtigt i klammeri med nogen større svenske drenge. Det ender med at Zozo får tæsk af de svenske drenge, og hans farfar vil ikke finde sig i det. Han prøver at gøre noget ved det, men en del misforståelser blandt ham og skolens rektor, ender med at situationen bare forværres. Zozo prøver nu at gøre sig gode venner med sine klassekammerater ved at give dem små gaver, men efterhånden som de kræver mere og mere af ham, bliver han nødt til at stjæle ting. Det ender med at klasselæreren finder ud af at nogen har stjålet ting, og hele klassen stikker med det samme Zozo. Zozo bliver rasende, for han forstår ikke hvorfor de er så dårlige kammerater, og bryder dermed helt sammen og løber i raseri. Drengen Leo, som er klassens outsider, prøver at forstå Zozo, og det ender med at ham og Zozo bliver gode venner.

## Medvirkende
- Imad Creidi – Zozo
- Antoinette Turk – Rita
- Viktor Axelsson – Leo
- Elias Gergi – Zozos farfar
- Carmen Lebbos – Zozos mor
- Charbel Iskandar – Zozos far
- Yasmine Awad – Zozos farmor
- Jad Stehpan – Zozos bror
- Tatiana Sarkis – Zozos søster
- Lucas Löwenäng – Dreng i korridoren

## Ekstern henvisning
- Zozo på Internet Movie Database (engelsk)
- Zozo på Filmdatabasen
- Zozo på Scope
- Zozo i Svensk Filmdatabas (svensk)
- Zozo på AlloCiné (fransk)
- Zozo på MovieMeter (nederlandsk)
- Zozo på AllMovie (engelsk)
- Zozo på Turner Classic Movies (engelsk)
- Zozo på The Movie Database (engelsk)
- Zozo på Filmaffinity (engelsk)